# Dioscorea sumiderensis
Dioscorea sumiderensis är en enhjärtbladig växtart som beskrevs av Bernice Giduz Schubert och Oswaldo Téllez Valdés. Dioscorea sumiderensis ingår i släktet Dioscorea och familjen Dioscoreaceae. Inga underarter finns listade i Catalogue of Life.